# Переясловка (Красноярський край)
Переясловка — село в Рибинському районі Красноярського краю, адміністративний центр та єдиний населений пункт Переясловської сільради.

## Географія
Знаходиться приблизно за 43 кілометри по прямій на південний-південний схід від районного центру місто Заозерний .

## Клімат
Клімат різко континентальний. Зима сувора, середні температури січня становлять -19-21 ° С, критичні - від -45 до -52 °С. Літо переважно спекотне, сонячне, із середніми температурами липня +19-25 ° С, максимальні: +34-38 ° С  .

## Історія
Село засноване у 1894 році. Спочатку воно мало назву Переяславка. У 1926 році проживало 2104 мешканців, переважно українців  .

## Населення
У 2002 році постійне населення становило 1411 чоловік (94% росіяни) , 1255 у 2010  .